# Trijaža povređenih
Trijaža povređenih jedan je od medicinskih sistema razvrstavanja povređenih koji se primenjuje u uslovima masovnih nesreća, kako bi se omogućilo bez potrebe detaljnog pregleda, brzo prepoznavanje, osoba koje će imati najveću korist od ranog zbrinjavanja i brzog transporta u odgovarajuću zdravstvenu ustanovu.
Osnovna svrha trijaže povređenih je kategorizacija pacijenata po hitnosti,  a osnovni princip trijaže je korišćenje ograničenih resursa tako da od njih ima  korist što više osoba. Trijažna kategorizacija omogućava i obezbeđuje  pravilnu i pravovremenu procenu svih pacijenata na mestu povrede ili povređenih koji samostalno dolaze u odeljenja hitne medicine. Pri tome trijažne kategorije zapravo određuju redosled zbrinjavanja kako bi se na najmanju moguću meru smanjila mogućnost incidentnih događaja. 
Hitnost zbrinjavanja povređenih osoba određuje se na osnovu težine povrede, mogućnostima zdravstvenog zbrinjavanja i mogućnosti njihovog preživljavanja. Tako u masovnim nesrećama kada postoji bezbroj povređenih a kapaciteti zdravstva imaju ograničene resurse, osobe sa teškim po život opasnim povredama mogu dobiti niži prioritet zbrinjavanja nego oni sa težim povredama za koje postoji veća šansa da prežive.
Sama trijaža na terenu u uslovima masovnog povređivanja razlikuje se od one u bolnicama, jer je na terenu tokom trijaže potrebno uzeti u obzir evakuaciju i transport povređenih do bolnice. U bolnici, za realizaciju zbrinjavanja velikog broja povređenih osoba u ograničenom vremenu postoje ograničavajući faktori kao što su; nedostatak  ljudskih resursa za definitivno zbrinjavanje velikog broja povređenih osoba i ograničeni kapacitet zdravstvene ustanove. Zato tokom trijaže na mestu masovne nesreće treba voditi posebno računa o propusnoj moći ili kapacitetima najbliže bolnice i povređene trijažirati i po naznačenju evakuacije i transporta u što je moguće veći broj bližih ili daljih bolnica.
Na globalnom nivou ne postoji standardni sistem za trijažu, već su u upotrebi nekoliko različitih sistema. Većina ovih sistema sastoji se od trijaže povređenih u 2 do 5 kategorija prioriteta. Najčešće su u upotrebi sistemi trijaže sa 4 kategorije prioriteta; prioritet I (crveno), prioritet II (žuto), prioritet III (zeleno)i prioritet IV (crno).
Algoritmi trijažnih sistema koji se primenjuju tokom masovnih  nesreća, moraju da omogućiti brzu identifikaciju kritično povređenih, bez preke potrebe za detaljnim pregledom svih žrtava nesreće, što omogućava da se trijažom povređenih mogu baviti dobro obučeni i psihički stabilni medicinski tehničari.
Ne manje važno u sistemu trijaže je i organizacija trijažnih postupaka, kao alat za procenu kvalitete rada službe hitne medicine jednog grada ili njenog zdravstva u celini u vanrednim situacijama.

## Istorija
Naziv trijaža potiče od francuske reči  ̋„trier“ što u prevodu znači razvrstati, i prvobitno se koristila za razvrstavanje poljoprivrednih proizvoda. 
Trijaža povređenih prvi put je primenjena u medicini s kraja 18. veka tokom ratova vođenih u tom periodu na prostoru Evrope, zahvaljujući izuzetno sposobnom hirurgu i velikom reformatoru sanitetske službe Dominik Lareju. Larej je tokom Napoleonovih ratova promenio stravične posledice i pogrešna shvatanja o odloženoj medicinskoj pomoći i zahtevao da se prva pomoć povređenima pruži što ranije – po mogućstvu u prva 24 sata, i zato je približio hiruršku pomoć ranjeniku (ambulances volantes), i prvi započeo primenu trijaže ranjenika po redosledu ukazivanja pomoći (hitnosti) i prioritetu (naznačenju) za evakuaciji ranjenika sa bojišta u pozadinu fronta. 
Primenom načela razvrstavanja bolesnika po hitnosti Larej je utemeljio osnove principe trijaže i celokupnog evakuacionog sistem. Ova Larejova rešenja bila su nešto najprogresivnije u ratnoj hirurgiji toga perioda, i osnova za dalji razvoj vojnomedicinske doktrine, koja je danas postala neophodan sistem za masovno zbrinjavanje većeg broja žrtava u modernom ratovanju i velikim elementarnim saobraćajnim i drugim katastrofama.
U prvim decenijama 19.veka pored Larejevog pojavila su se i druga različite načela razvrstavanja povređenih. Među prvima bila je trijaža N. I. Pirogova koji je prilikom pružanja pomoći ranjenicima koji su stigli sa ratišta primenio razvrstavawe prema težini povrede. On je tim  postupkom ukazao na potrebu, koja je diktirana specifičnom situacijom, da sde adekvatno utvrdi prioritet za pružanje pomoći. Kada je zbog velikog broja povrijeđenih, nemoguće svima pružiti pomoć Pirogov je predložio da se ona treba fokusirati na one kojima je pomoć hitno potrebna, a ne baviti se onim žrtvama čiji životi trenutno nisu u očiglednoj opasnosti i onima koji imaju povrede koje su nespojive sa životom.
Jedno od načela trijaže je i rešenje mornaričkog hirurga Džona Vilsona iz 1846. godine koji je prvi opisao primenu metode trijaže u uslovima masovnih povreda. On je predložio razvrstavanje povređenih na lake (sa manje teškim), one sa teškim i fatalnim povredama, kako bi se terapija prvo pružila onima koji će najvjerojatnije imati najviše koristi od pravovremenog tretmana. On je posebno detaljno opisao značaj prioritete u zbrinjavanju rana, posebno kod onih sa krvarenjem. Kod povređenih osoba sa potencijalno fatalnim povredama, Vilson je preporučivao primenu opijata do njihovog zbrinjavanje u završnoj fazi.
Tokom Prvog svetskog rata, Sjedinjene Američke Države usvojila su i primenjivale trijažni pristup koji je omogućavao, da se nakon zbrinjavanja maksimalan broj vojnika mogao vratiti u službu. Oni koji bi mogli da se vrate u prve borbene redove brzo su tretirani kako bi se obezbedila što veća brojnost borbenih snage.
Na prostoru bivše Jugoslavije u Narodnooslobodilačkoj vojsci Jugoslavije, tokom Drugog svetskog rata, započela je prva primena trijaže povređenih i primena ranjeničke (trijažne) karte na ovom prostoru. Tako je s kraja 1944. počela da radi posebna grupa stručnjaka koja je trebala da predloži i organizuje primenu jedinstvene vojnomedicinske doktrine u oblasti zbrinjavanja trijaže i evakuacije, sve većeg broja povređenih u završnim operacijama za oslobođenje Jugoslavije. U tom cilju na odgovarajućim mestima važnijih evakuacionih pravaca formirane su sanitetske prijemno-otpremne stanice (SANPROST), u kojima je vršeno prikupljanje i trijaža povređenih, dok su organi SOVŠ neposrednim odlučivanjem o angažovanju sanitetskih vozova i sanitetskih auto-kolone, manevrisanjem pokretnim poljskim bolnicama, formiranjem novih evakuacionih centara itd., omogućavali da se planirani sistem trijaže i medicinske evakuacije, po naznačenju i redovima hitnosti što efikasnije ostvari.
Tokom Korejskog i Vijetnamskog rata, a nedavno i u sukobima na Bliskom istoku, maksimalno su korišćene metode evakotransportne trijaže i brze evakuacije ranjenih vojnika kako na zemlji tako i u vazduhu do dobro opremljenim medicinskim objekta, što je promenilo strategiju trijaže na modernog bojištu, u trijažu u ciljem tretman za brzu evakuaciju.

## Primarna trijaža
Primarna trijaža sprovodi se na mestu nesreće, a povređeni se razvrstavaju u kategorije prioriteta za zbrinjavanje i evakuaciju.  

### Preduslovi
Težina pobrede
Oblici primarne trijaže kada su u pitanju pobvrede zavise od težine povrede na koju utiče vrste oružja (veličina, oblik , brzine, i putanje projektila) kao i načina na koji projektil uspostavlja kontakt sa telom povređenog. 
Dostupnost resursa
Sekundarno, dostupnost resursa u uslovima ograničenih mogućnosti, organizacija, upravljanje postupcima i procedurama, takođe imaju uticaja na izbor trijaže i na ishod lečenja. Razvoj brzih sistema evakuacije, primena savremenih dijagnostičkih procedura, dostupnost medikamenata, pre svega moćnih antibiotika, kao i rano definitivno zbrinjavanje, smanjili su mortalitet  povreda.

### Označavanje
Na mestu povreživawa povređeni se označavaju trijažnim kartonima na kojima je prioritet označen odgovarajućom bojom (ili fluorescentnim trakama i boji), koji se pričvršćuju na najvidljivijem delu tela (najčešće u predelu grudnog koša). 
Tokom primarne trijaže svi zatečeni na mestu nesreće se moraju brzo pregledati, trijažirati i označiti (unutar 30 sekundi). Povređene osobe koje su nepokretni ili blokirane u nekom sredstvu ili objektu trijažiraju se na mestu nesreće, odnosno na mestu gde leže, osim ako nisu izloženi uslovima koji su po njih i spasitelje opasni, kada moraju biti izmešteni na najbliže bezbedno mesto.

### Obim trijaže
U zavisnosti od uslova i mogućnosti jedinice primarne zdravstvene zaštite, kao i od broja žrtava, indikacije za trijažu mogu varirati. Obim medicinske zaštite može se izuzetno suziti kada postoji veliki priliv obolelih i proširiti kada je njihov broj relativno mali ili u nedostatku mogućnosti za evakuaciju u drugu fazu. U takvim uslovima tokom trijaže moguće je provesti samo suženi oblik i obim medicinske pomoći koji se svodi na:
- otvaranje disajnog puta i osiguranje njegove prohodnosti postavljanjem orofaringealnog erveja,
- zaustavljanje spoljašnjeg krvarenja,
- podizanje donjih ekstremiteta,
- utopljavanje na niskim temperaturama

Nepovređeni ili povređeni sa manjim povredama mogu biti od pomoći medicinskom osoblju u toku trijaže. Kada se završi proces trijaže, osoblje koje je sprovodilo primarnu trijažu može se premestiti na drugu lokaciju ili pristupiti daljem zbrinjavanju trijažiranih osoba. 

### Oblici primarne trijaže
| Oblik                                               | Karakteristike |
| --------------------------------------------------- | --- |
| START trijaža („Simple Triage and Rapid Treatment“) | Osmišljen je u Kaliforniji, SAD, u ranim osamdesetim godinama 20.veka, od strane vatrogasnih stručnjaka vatrogasne organizacije Newport Beach Fire i medicinskih stručnjaka iz bolnice Marine and the Hoag Hospital. Algoritam ove trijaže odobren je od strane Clark County Emergency Management Agency’s Mass Casualty Planning Committee i Greater Miami Valley Emergency Medical Services |
| Primarna trijaža („Care Fligh“)                     | Nastala je u Australiji i primenjuje se u većem delu Azije, često nosi naziv australijsko azijska trijaža. |
| Triage Sieve trijaža (SITO)                         | Nastala je i primenjuje se u Velikoj Britaniji. |

#### START trijaža
START trijaža („Simple Triage and Rapid Treatment“), kao jedan od najčešće primenjenih oblika razvrstavanja povređenih u masovnim nesrećama sa većim brojem povređenih na manjem prostoru. Ovaj sistem trijaže i zbrinjavanja u masovnim nesrećama, koji se zasniva na jednostavnoj trijaži i brzom tretmanu, nastao u Kaliforniji, našao je široku primenu u svetu pa i u Srbiji. 
Brojna iskustva u primeni START-a pokazala su njegovu visoku senzitivnost, specifičnost, jednostavnost i brzinu, što omogućava da se primenom trijaža povređeni zbrine u veoma kratkom vremenskom roku, oko 30 sekundi, uz istovremeno visoku pouzdanost.
Osnovni vitalni znaci koji se prate START-om su najvažniji vitalni parametri; respiracija, cirkulacija i mentalni status. START-om se povređene osobe primarno razvrstavaju u četiri trijažne kategorije: crvenu, žutu, zelenu i crnu.

##### Kategorije START trijaže
Kategorija crveni (I)
U prvu kategoriju (crvenih), razvrstava se grupa povređeni kojima je:
- ugrožen život
- zahtevaju minimalno vreme i opreme za zbrinjavanje i
- povređeni koji imaju dobru prognozu.

U ovu, apsolutno urgentnu kategoriju, razvrstavaju se povređeni sa znacima: opstrukcije disajnih puteva i otežanim disanjem, srčanim zastojem (samo ako ima dovoljno spasilaca), nekontrolisanom ili suspektnim krvarenjem, otvorenom ranom grudnog koša ili trbuha, zatvorenom povredom grudnog koša, otvorenom povredom oka, šokom, teškom povredom glave – komatozan pacijent, inhalacionom opekotinom, opekotinama sa više od 25% površine tela, II ili III stepena, teška, nestabilna stanja (trovanje, šećerna bolest, srčane bolesti, koma itd).
Kategorija žuti (II)
U drugu kategoriju (žutih) razvrstava se grupa povređeni koji su:
- dovoljno stabilni da ne zahtevaju neodložno zbrinjavanje u cilju spašavanja života ili ekstremiteta,
- odnosno povređeni koji mogu čekati hiruršku ili medicinsku intervenciju 2–4 sata.

U ovu kategorije najčešće se razvrstavaju povređeni sa: opekotinama manjim od 25% površine tela, II ili III stepena, velikim ili višestrukim prelomima, povredama kičmenog stuba sa ili bez povrede kičmene moždine, povredom glave (sa očuvanom svešću povređenog), zatvorenom povredom oka, stabilnom zatvorenom povredom trbuha i ostalim stabilnim medicinskim stanjima (trovanje, šećerna bolest, bolesti srca itd).
Kategorija zeleni (III)
U treću kategoriju (zelenih) razvrstava se grupa povređeni koji su:
- lakše povređeni koji mogu čekati hirurško ili medicinsko zbrinjavanje duže od 4 sata.

U ovu kategorije najčešće se razvrstavaju: nekomplikovani prelomi i iščašenja zglobova, manje povrede mekih tkiva, povređeni sa psiho-socijalnim potrebama.
Kategorija crni (IV) –
U četvrtu kategoriju (crnih) razvrstava se grupa povređeni koji su:
- mrtve osobe
- osobe koje još pokazuju znakove života, ali su njihove povrede teške i imaju apsolutno lošu prognozu.

U ovu kategorije najčešće se razvrstavaju povređeni sa: teškim povredama koje su inkompatibilne sa životom, bez znakova života, srčani zastoj (ako nema dovoljnog broja spasilaca).
| CRVENI | I kategorija   | Neposredna intervencija | - Iako im je ugrožen život ova kategorija povređenih ima dobru prognozu - Pružiti im pravovremenu pomoć na mestu povređivanja. - Zahtevaju minimalno vreme i opremu za zbrinjavanje - Izuzetak mogu biti osobe sa povredom glave (koje ne reaguju na bol) i opečeni (sa obimnim i dubokim opekotinama)                                             |
| ŽUTI   | II kategorija  | Odložena intervencija   | - Povređeni su dovoljno stabilni da ne zahtevaju neodložno zbrinjavanje u cilju spašavanja života ili ekstremiteta - Ova kategorija povređenih može čekati hiruršku ili medicinsku intervenciju 2–4 sata |
| ZELENI | III kategorija | Minimalna intervencija  | - Lakše povređeni koji mogu čekati hirurško ili medicinsko zbrinjavanje duže od 4 sata - Ako postoje slobodni resursi osobe sa povredom glave i trupa mogu se razvrstati u crvenu trijažnu kategoriju |
| CRNI   | IV kategorija  | Na čekanju              | - Mrtve osobe - Osobe koje još pokazuju znakove života - Povređeni su sa velikim brojem teških povreda - Mala šansa za preživljavanje - Čekaju da se zbrinu povređeni sa boljom prognozom - Obezbediti povoljno okruženje povređenom za vreme čekanja na krajnji ishod - Odluku o formiranju ove kategorije donosi najiskusniji zdravstveni radnik |

#### Primarna „Care-Flight“ trijaža
Primarna  („Care Fligh“) trijaža, jedan je od novijih oblika trijaže koji se primenjuje u slučaju velikog broja povređenih na velikom prostoru. Ova vrsta trijaže koja je proverena u mnogobrojnim vanrednim situacijama nastala je u Australiji, i često nosi naziv australijsko azijska trijaža. Zbog jednostavnog postupak, brzog izvođenje i pouzdanost (senzitivnost 82%, specifičnost 96%) ovaj algoritam trijaže sve više postaje jedna od najčešće primenjenih oblika razvrstavanja povređenih prema redosledu zbrinjavanja i evakuacije, u masovnim katastrofama.

## Ponovna trijaža
Ponovna trijaža (retrijaža) jedan je od obaveznih oblika trijaže koji se primenjuje  u sledećim slučajevima:
- Ako se klinički status povređenog promenio na način da ta promena može uticati na kategoriju trijaže.
- Ako medicinskom osoblju postanu dostupne dodatne informacije koje mogu biti od značaja za promenu trijažne kategorije.
- Ako istekne dozvoljeno ili optimalno vreme čekanja za potpunu realizaciju trijažne kategorije.

## Preduslovi za pravilnu trijažu
Za pravilnu, dobro organizovanu i uspešno izvedenu trijažu povređenih od velikog značaja su dobra obučeni kadrovi i kvalitetna i potpuna oprema za trijažu.
Kadrovi
U svakoj fazi medicinske trijaže u za ove svrhe, osniva se i oprema posebno odjeljenje za prijem i razvrstavanje i evakuaciju). Kako prijem većeg broja oboljelih u primarnoj zdravstvenoj zaštititi zahteva opšti medicinski tretman u kratkom roku primorava doktora u kratkom roku izvrši trijažu i, po pravilu, obavi bez skidanja zavoja na osnovu pregleda. Zbog ovoga trijažu treba poveriti najiskusnijim kadrovima koji pod ovim uslovima mogu postaviti najtačniju dijagnozu i doneti odluku koja odgovara kako stanju obolele osobe, tako i situaciji, koja često ograničava mogućnosti stadijuma pružanje adekvatne nege,  od koje kasnije zavisi. evakuacija.
Prema tome kada su u pitanju kadrovi medicinsku trijažu treba poveriti isključivo kompetentnim, iskusnim, pažljivim i apsolutno uravnoteženim medicinskim stručnjacima koji su sposobni da ne budu vođeni vlastitim osjećajem saosjećanja. Samo u ovom slučaju će se postići glavni cilj trijaže - pravovremeno pružanje medicinske pomoći u potrebnom obimu i ispravna pravovremena evakuacija.
Oprema za trijažu
- Telefon
- Interfon i megafon
- Informatička oprema
- Smernice za rad ekipa i protokoli za evidenciju povređenih
- Karton (obrazac) povređenog
- Oprema za reanimaciju i održavanje života povređenih
- Sredstva za imobilizaciju i drugi materijal za zbrinjavanje rana i opekotina
- Sredstva za nadoknadu tečnosti i utopljavanje
- Pulsni oksimetar
- Aparat za merenje pritiska i stetoskop
- Skala za procenu bola
- Vreće ili čaršavi za prekrivanje leševa
- Odgovarajući broj nosila
- Vozila i/ili vazduhoplovi za transport (evakuaciju) povređenih

## Intervencije na mestu trijaže
Ukoliko se nakon sprovede trijaže predviđa da će zbog raznih razloga transport povređenih trajati duže od 30 minuta, na mestu trijaže moraju se sprovesti sledeće mere:
- Intervencije u cilju obezbeđenja prohodnosti disajnog puta - intubacija ili krikotireoidotomija iglom najvećeg promera
- Intervencije u cilju obezbeđenja venskog puta - centralna venska kateterizacija
- Intervencije u cilju dekompresije tenzionog pneumotoraksa - torakostomija iglom najvećeg promera.

## Spoljašnje veze
- Triage in mass casualty situations
- „Care Fligh“
- Prehospitalna trijaža (PPT)

|  | Molimo Vas, obratite pažnju na važno upozorenje u vezi sa temama iz oblasti medicine (zdravlja). |